# Tridrepana albonotata
Tridrepana albonotata là một loài bướm đêm thuộc họ Drepanidae. Nó được tìm thấy ở Ấn Độ, Nepal, Việt Nam, Sri Lanka, bán đảo Mã Lai, Sumatra, Borneo, Java, Bali và Sulawesi.

## Phụ loài
- Tridrepana albonotata albonotata (India, Nepal, Vietnam)
- Tridrepana albonotata ferrea (Sri Lanka)
- Tridrepana albonotata angusta (bán đảo Mã Lai, Sumatra, Borneo)
- Tridrepana albonotata rotunda (Java, Bali)
- Tridrepana albonotata celebesensis (Sulawesi)